# 片倉駅

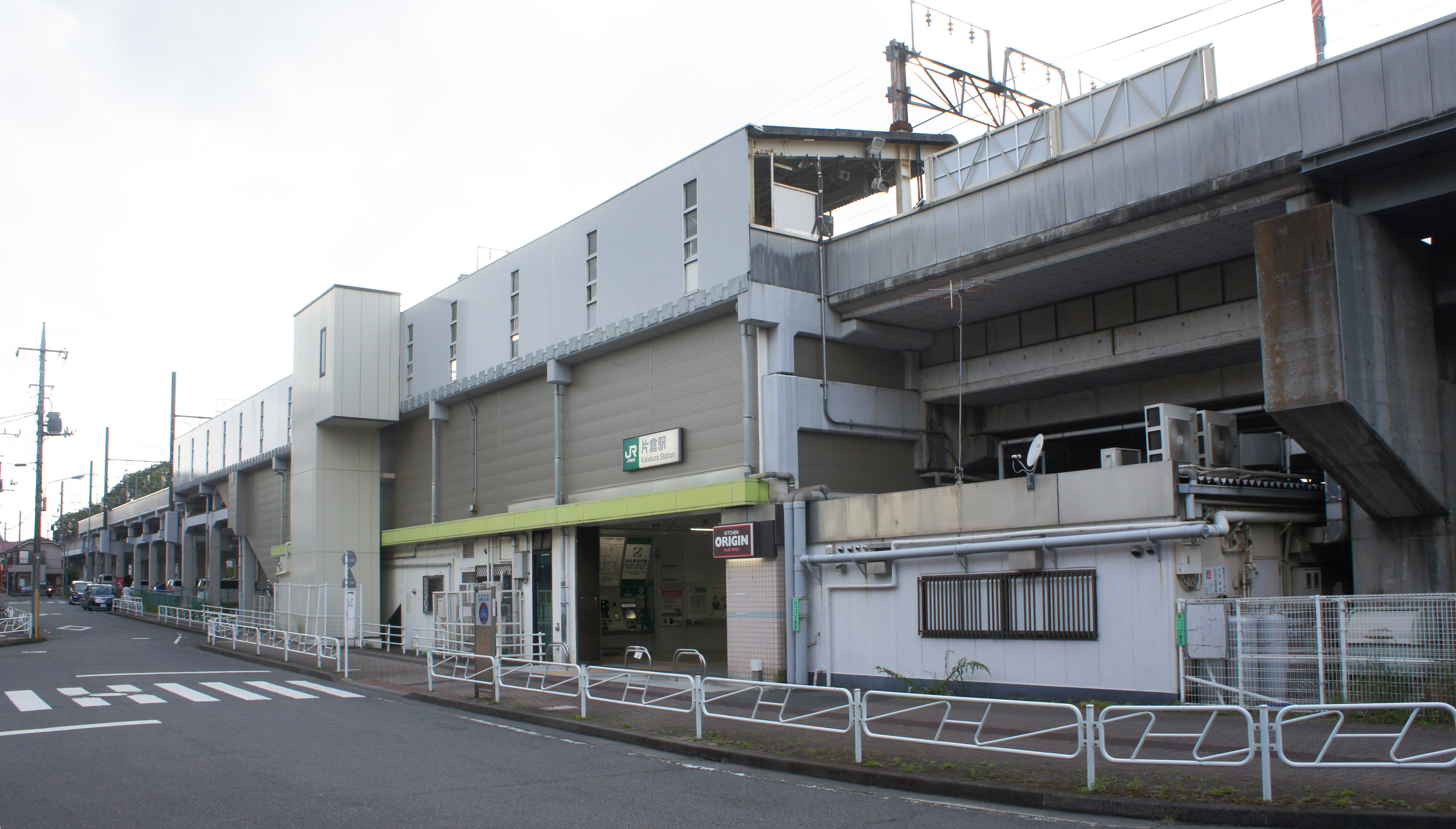
南口（2021年5月）

片倉駅（かたくらえき）は、東京都八王子市片倉町にある、東日本旅客鉄道（JR東日本）横浜線の駅である。駅番号はJH 31。

## 歴史

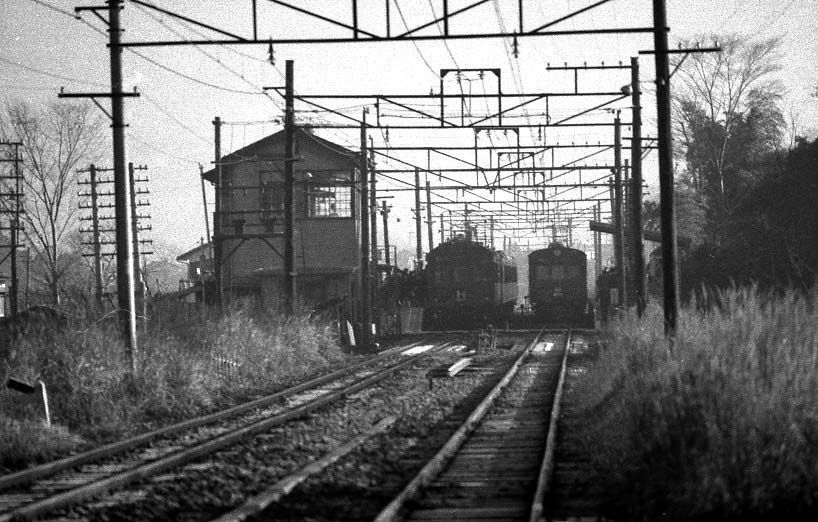
片倉駅（1972年10月頃）

元来、単に「片倉駅」というと京王御陵線の片倉駅（現・京王高尾線の京王片倉駅）を指していたが、戦局の悪化に伴い京王御陵線が不要不急線となるに伴い片倉駅は休止した。戦後になってから京王高尾線の駅として復活するまでの間に横浜線の片倉駅が開業したことから、「本来の片倉駅」であった京王高尾線の片倉駅の方が京王片倉駅と改称した。

### 年表
- 1942年（昭和17年）11月14日：鉄道省の片倉信号場開設[1]。
- 1957年（昭和32年）12月28日：駅に昇格、片倉駅が開業[1]。
- 1987年（昭和62年）4月1日：国鉄分割民営化に伴い、東日本旅客鉄道（JR東日本）の駅となる[1]。
- 1988年（昭和63年）3月：高架化、新駅舎完成。
- 1994年（平成6年）8月30日：自動改札機を設置し、供用開始[4]。
- 2001年（平成13年）11月18日：ICカード「Suica」の利用が可能となる[広報 1]。
- 2010年（平成22年）2月28日：みどりの窓口の営業を終了。
- 2022年（令和4年）3月11日：翌日のダイヤ改正により、相模線の朝夕八王子乗り入れを終了[広報 2]。
- 2025年（令和7年）度：スマートホームドアの使用を開始（予定）[5]。

## 駅構造
相対式ホーム2面2線を有する高架駅。駅舎は高架下にある。ホームとコンコースを連絡するエレベーター・エスカレーターが2006年（平成18年）に設置された。単線時代も2面2線の構造であり、国道16号との立体交差を目的に高架化される以前は、200mほど八王子側に駅があった。
八王子統括センター（八王子駅）管理の業務委託駅（JR東日本ステーションサービス委託）である。多機能券売機と指定席券売機が設置されている。早朝は駅係員が不在となり客からの問い合わせに応じられない時間帯が存在したが、2014年（平成26年）2月2日より駅遠隔操作システム（現・お客さまサポートコールシステム）が導入され、インターホンを通じて案内することが可能となった。なお、2024年（令和6年）1月現在は、早朝以外にも遠隔対応のために改札係員は不在となる時間帯が存在する。

### のりば
| 番線 | 路線   | 方向 | 行先                     |
| ---- | ------ | ---- | ------------------------ |
| 1    | 横浜線 | 下り | 八王子方面               |
| 2    | 横浜線 | 上り | 橋本・町田・東神奈川方面 |

（出典：JR東日本:駅構内図）

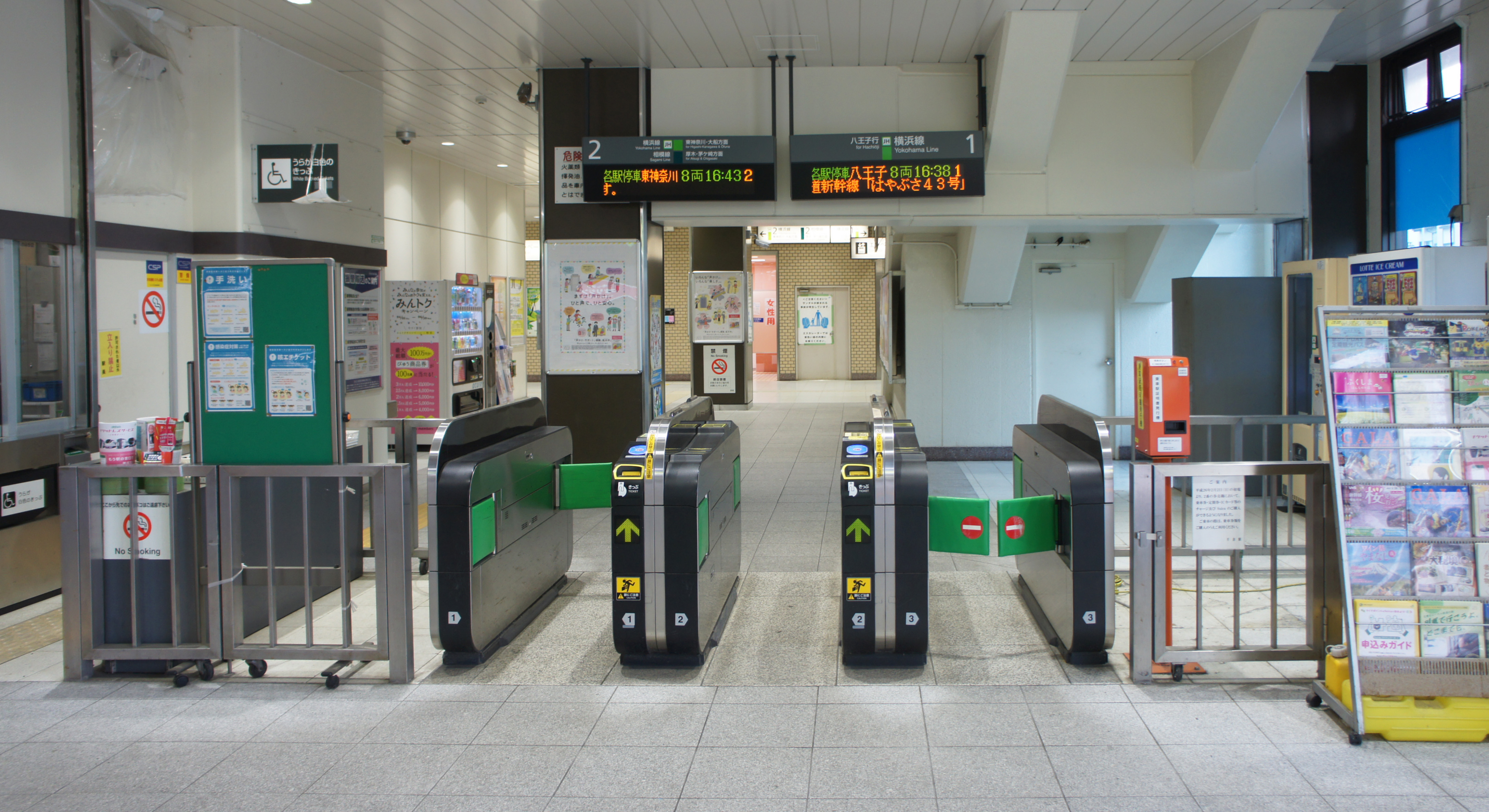
改札口（2021年5月）
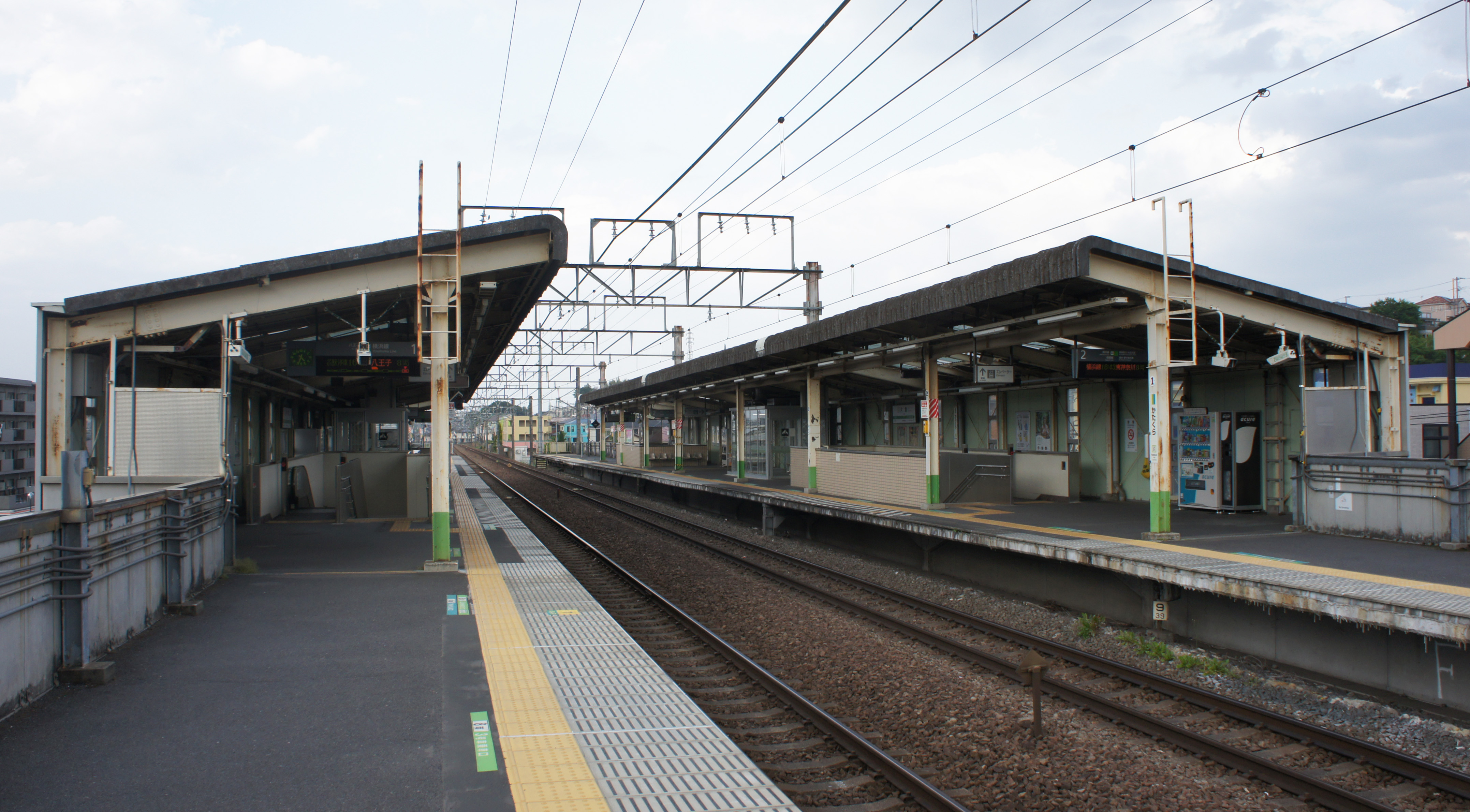
ホーム（2021年5月）

## 利用状況
2023年度（令和5年度）の1日平均乗車人員は5,032人である。横浜線内では利用者が最も少ない（20駅中最下位）。
1990年度（平成2年度）以降の1日平均乗車人員の推移は下記の通り。
| 年度               | 1日平均 乗車人員 | 出典     |
| ------------------ | ---------------- | -------- |
| 1990年（平成02年） | 4,904            | [ * 1 ]  |
| 1991年（平成03年） | 5,396            | [ * 2 ]  |
| 1992年（平成04年） | 5,595            | [ * 3 ]  |
| 1993年（平成05年） | 5,964            | [ * 4 ]  |
| 1994年（平成06年） | 6,175            | [ * 5 ]  |
| 1995年（平成07年） | 6,423            | [ * 6 ]  |
| 1996年（平成08年） | 6,641            | [ * 7 ]  |
| 1997年（平成09年） | 6,298            | [ * 8 ]  |
| 1998年（平成10年） | 6,219            | [ * 9 ]  |
| 1999年（平成11年） | 6,235            | [ * 10 ] |
| 2000年（平成12年） | 5,995            | [ * 11 ] |
| 2001年（平成13年） | 5,814            | [ * 12 ] |
| 2002年（平成14年） | 5,583            | [ * 13 ] |
| 2003年（平成15年） | 5,376            | [ * 14 ] |
| 2004年（平成16年） | 5,246            | [ * 15 ] |
| 2005年（平成17年） | 5,269            | [ * 16 ] |
| 2006年（平成18年） | 5,317            | [ * 17 ] |
| 2007年（平成19年） | 5,269            | [ * 18 ] |
| 2008年（平成20年） | 5,230            | [ * 19 ] |
| 2009年（平成21年） | 5,177            | [ * 20 ] |
| 2010年（平成22年） | 5,157            | [ * 21 ] |
| 2011年（平成23年） | 5,126            | [ * 22 ] |
| 2012年（平成24年） | 5,121            | [ * 23 ] |
| 2013年（平成25年） | 5,245            | [ * 24 ] |
| 2014年（平成26年） | 5,142            | [ * 25 ] |
| 2015年（平成27年） | 5,213            | [ * 26 ] |
| 2016年（平成28年） | 5,227            | [ * 27 ] |
| 2017年（平成29年） | 5,205            | [ * 28 ] |
| 2018年（平成30年） | 5,221            | [ * 29 ] |
| 2019年（令和元年） | 5,212            | [ * 30 ] |
| 2020年（令和02年） | 4,096            |          |
| 2021年（令和03年） | 4,431            |          |
| 2022年（令和04年） | 4,849            |          |
| 2023年（令和05年） | 5,032            |          |

## 駅周辺
- 八王子市由井市民センター
- JA八王子片倉支店
- 八王子片倉郵便局
- 藤谷戸公園
- 片倉キリストの教会
- 国道16号
- 北野街道
- 片倉城跡公園
- 日本文化大学
- 京王電鉄高尾線 京王片倉駅（北西に直線距離で約600 m、徒歩で約820 m（約10分）ほど離れている。正式な乗換駅ではない）
- はちバス「JR片倉駅」停留所
- 神奈川中央交通「片倉駅入口」停留所

## 隣の駅
東日本旅客鉄道（JR東日本）
 横浜線
■快速・■各駅停車
八王子みなみ野駅 (JH 30) - 片倉駅 (JH 31) - 八王子駅 (JH 32)

### 記事本文

##### 広報資料・プレスリリースなど一次資料
1. ↑  “Suicaご利用可能エリアマップ（2001年11月18日当初）” (PDF).   東日本旅客鉄道. 2019年7月27日時点のオリジナルよりアーカイブ。2020年4月28日閲覧。
2. ↑  『2022年3月ダイヤ改正について』（PDF）（プレスリリース）東日本旅客鉄道横浜支社、2021年12月17日。オリジナルの2021年12月17日時点におけるアーカイブ。2021年12月19日閲覧。

### 利用状況
1. ↑  東京都統計年鑑 - 東京都
2. ↑  統計八王子 - 八王子市

JR東日本の2000年度以降の乗車人員
1. ↑  各駅の乗車人員（2000年度） - JR東日本
2. ↑  各駅の乗車人員（2001年度） - JR東日本
3. ↑  各駅の乗車人員（2002年度） - JR東日本
4. ↑  各駅の乗車人員（2003年度） - JR東日本
5. ↑  各駅の乗車人員（2004年度） - JR東日本
6. ↑  各駅の乗車人員（2005年度） - JR東日本
7. ↑  各駅の乗車人員（2006年度） - JR東日本
8. ↑  各駅の乗車人員（2007年度） - JR東日本
9. ↑  各駅の乗車人員（2008年度） - JR東日本
10. ↑  各駅の乗車人員（2009年度） - JR東日本
11. ↑  各駅の乗車人員（2010年度） - JR東日本
12. ↑  各駅の乗車人員（2011年度） - JR東日本
13. ↑  各駅の乗車人員（2012年度） - JR東日本
14. ↑  各駅の乗車人員（2013年度） - JR東日本
15. ↑  各駅の乗車人員（2014年度） - JR東日本
16. ↑  各駅の乗車人員（2015年度） - JR東日本
17. ↑  各駅の乗車人員（2016年度） - JR東日本
18. ↑  各駅の乗車人員（2017年度） - JR東日本
19. ↑  各駅の乗車人員（2018年度） - JR東日本
20. ↑  各駅の乗車人員（2019年度） - JR東日本
21. ↑  各駅の乗車人員（2020年度） - JR東日本
22. ↑  各駅の乗車人員（2021年度） - JR東日本
23. ↑  各駅の乗車人員（2022年度） - JR東日本
24. ↑  各駅の乗車人員（2023年度） - JR東日本

東京都統計年鑑
1. ↑  東京都統計年鑑（平成2年）
2. ↑  東京都統計年鑑（平成3年）
3. ↑  東京都統計年鑑（平成4年）
4. ↑  東京都統計年鑑（平成5年）
5. ↑  東京都統計年鑑（平成6年）
6. ↑  東京都統計年鑑（平成7年）
7. ↑  東京都統計年鑑（平成8年）
8. ↑  東京都統計年鑑（平成9年）
9. ↑  東京都統計年鑑（平成10年） (PDF)
10. ↑  東京都統計年鑑（平成11年） (PDF)
11. ↑  東京都統計年鑑（平成12年）
12. ↑  東京都統計年鑑（平成13年）
13. ↑  東京都統計年鑑（平成14年）
14. ↑  東京都統計年鑑（平成15年）
15. ↑  東京都統計年鑑（平成16年）
16. ↑  東京都統計年鑑（平成17年）
17. ↑  東京都統計年鑑（平成18年）
18. ↑  東京都統計年鑑（平成19年）
19. ↑  東京都統計年鑑（平成20年）
20. ↑  東京都統計年鑑（平成21年）
21. ↑  東京都統計年鑑（平成22年）
22. ↑  東京都統計年鑑（平成23年）
23. ↑  東京都統計年鑑（平成24年）
24. ↑  東京都統計年鑑（平成25年）
25. ↑  東京都統計年鑑（平成26年）
26. ↑  東京都統計年鑑（平成27年）
27. ↑  東京都統計年鑑（平成28年）
28. ↑  東京都統計年鑑（平成29年）
29. ↑  東京都統計年鑑（平成30年）
30. ↑  東京都統計年鑑（平成31年・令和元年）